# Velebitska runjika
Velebitska runjika (lat. Hieracium velebiticum), trajnica iz porodice glavočika. Hrvatski endem ograničen na Velebit, točnije na području Nacionalnog parka Paklenica.

## Vanjske poveznice
|  | Zajednički poslužitelj ima još gradiva o temi Hieracium velebiticum |
|  | Wikivrste imaju podatke o taksonu Hieracium velebiticum             |